# Glikolipid 2-a-manoziltransferaza
Glikolipid 2-a-manoziltransferaza (EC 2.4.1.131, ALG11, ALG11 manoziltransferaza, LEW3 (gen),  (gen),  (gen), protein galaktomananske deficijencije 3, GDP-manoza:glikolipid 1,2-alfa-D-manoziltransferaza, glikolipid 2-alfa-manoziltransferaza, GDP-manoza:glikolipid 2-alfa--manoziltransferaza, GDP-Man:Man3GlcNAc2-PP-Dol alfa-1,2-manoziltransferaza) je enzim sa sistematskim imenom GDP-alfa-D-manoza:D-Man-alfa-(1->3)-(D-Man-alfa-(1->6))-D-Man-beta-(1->4)-D-GlcNAc-beta-(1->4)-D-GlcNAc-difosfodolihol 2-alfa--manoziltransferaza. Ovaj enzim katalizuje sledeću hemijsku reakciju
2 GDP-alfa-D-manoza + D-MaN-alfa-(1->3)-[-Ma-alfa-(1->6)]--Ma-beta-(1->4)--GlcNAc-beta-(1->4)--GlcNAc-difosfodolihol {\displaystyle \rightleftharpoons } 2 GDP + D-MaN-alfa-(1->2)--Ma-alfa-(1->2)--Ma-alfa-(1->3)-[-Ma-alfa-(1->6)]--Ma-beta-(1->4)--GlcNAc-beta-(1->4)--GlcNAc-difosfodolihol
Pri biosintezi za asparagin vezanih glikoproteina (N-vezanoj proteinskoj glikozilaciji) se koristi za dolihil difosfat vezani glikozilni donor. Njega formira serija za membranu vezanih glikoziltransferaza.

## Literatura
- Nicholas C. Price; Lewis Stevens (1999). Fundamentals of Enzymology: The Cell and Molecular Biology of Catalytic Proteins (Third изд.). USA: Oxford University Press. ISBN 019850229X.
- Eric J. Toone (2006). Advances in Enzymology and Related Areas of Molecular Biology, Protein Evolution (Volume 75 изд.). Wiley-Interscience. ISBN 0471205036.
- Branden C; Tooze J. Introduction to Protein Structure. New York, NY: Garland Publishing. ISBN 0-8153-2305-0.
- Irwin H. Segel. Enzyme Kinetics: Behavior and Analysis of Rapid Equilibrium and Steady-State Enzyme Systems (Book 44 изд.). Wiley Classics Library. ISBN 0471303097.
- William P. Jencks (1987). Catalysis in Chemistry and Enzymology. Dover Publications. ISBN 0486654605.

## Spoljašnje veze
- GDP-Man:Man3GlcNAc2-PP-dolichol+alpha-1,2-mannosyltransferase на 